# 克莱芒·马罗

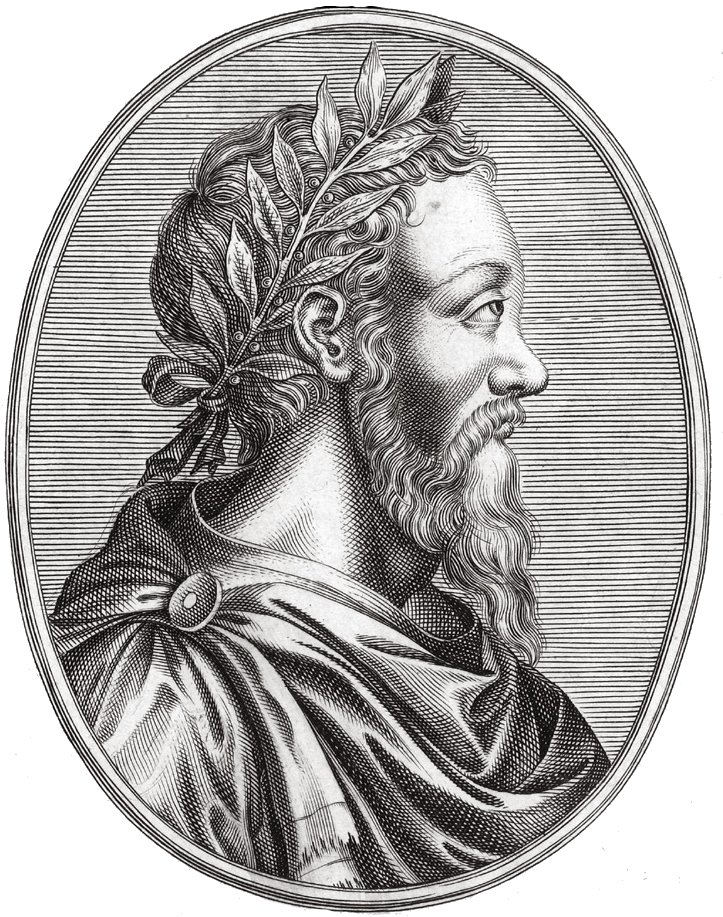
克莱芒·马罗

克莱芒·马罗（Clément Marot，1496年11月23日－1544年9月12日）是法国启蒙文学詩人。 
马罗生於凯尔西首府卡奥尔，他的父親是法国王后布列塔尼的安娜的书记官。马罗曾在巴黎大学學習法律。不過他對法律沒興趣， 并于1512年翻译了维吉尔的牧歌集。他後來成为尼古拉·德·纳维尔的侍从。 1519年，他又成為瑪格麗特·德·納瓦拉的随从。他于1520年参加金帛盛会，他還寫詩讚美這場活動。 他也是弗朗索瓦一世的宫廷诗人。
1524年，马罗陪同弗朗索瓦一世参加第六次義大利戰爭，結果弗朗索瓦一世在帕维亚之战中被俘，马罗本人于1525年初回到了巴黎。
此時原本不反對宗教改革和人文主義的弗朗索瓦一世立場開始轉變，而同情宗教改革的马罗于1526年2月被以異端為由逮捕，并被关押在大沙特莱。不過在瑪格麗特·德·納瓦拉的介入下馬羅被釋放。 
马罗後來又被指參與1534年的檄文事件，結果馬羅不得不逃到费拉拉 ，並且投靠芮內·德·法蘭西。芮內·德·法蘭西本人支持宗教改革。 
由於芮內·德·法蘭西的丈夫埃爾科萊二世·埃斯特並不支持宗教改革，马罗又离开费拉拉並前往威尼斯，但不久之后，保祿三世抗議弗朗索瓦一世鎮壓新教徒，弗朗索瓦一世則表示如果新教徒願意回歸天主教，他們可以回到巴黎。马罗回到了巴黎，並且表示自己不會再支持新教。 回到法國後，他將詩篇翻譯成法語。 
當時索邦大学強烈反對法語版的詩篇，而且马罗還被指藉法語版的詩篇散播反天主教思想。 1543年，马罗又離開法國前往日内瓦。 1544年秋天，马罗在都灵去世。